# 斯塔萊克 (紐約州)
斯塔萊克（英語：Star Lake）是位於美國紐約州聖羅倫斯縣的普查規定居民點。

## 人口
根據2020年美國人口普查的數據，斯塔萊克的面積為12.34平方千米，當中陸地面積為11.24平方千米，而水域面積為1.10平方千米。當地共有人口631人，而人口密度為每平方千米51.13人。